# Die Todeskurve
Die Todeskurve ist ein US-amerikanisches Filmdrama aus dem Jahr 1949 von Edward Ludwig mit Mickey Rooney und Thomas Mitchell in den Hauptrollen.

## Handlung
Im kalifornischen Carrell träumt der junge Billy Coy von einer Karriere als Autorennfahrer. Bei dem Automechaniker Red Stanley bewirbt er sich um eine Arbeitsstelle, doch Red stellt niemanden ein. Billy bemerkt eine Autogrammkarte des legendären Rennfahrers Cannonball Coy, der bei einem Rennen beim Indianapolis 500 ums Leben kam. Billy gibt sich als Cannonballs Sohn zu erkennen. Red, ehemaliger Mechaniker in Cannonballs Team und zudem um Billys Mutter Mary besorgt, stellt den jungen Mann nun doch ein. Billy begegnet der Mechanikerin Louise, deren Vater Reno Riley eine Rennstrecke betreibt. Red erlaubt Billy, bei einem Qualifikationsrennen mitzufahren. Billy schlägt Reds Anweisungen in den Wind und dreht sich von der Strecke. Billy fragt Louise, sie abends an der Rennstrecke zu treffen. Louise hofft auf ein Date und erscheint in einem Kleid und High Heels. Billy jedoch will mit ihrer Hilfe neue Vergaser einbauen. Louise verbirgt ihre Enttäuschung und hilft ihm.
Billy fragt bei dem Rennstallbesitzer Deacon Jones um einen Fahrerjob nach. Jones hat jedoch schon Happy Lee, einen von Reds Mechanikern, unter Vertrag. Bily bekommt kurz darauf von einem anderen Betreiber einen grünen Rennwagen zur Verfügung gestellt. Der Wagen wird als unsicher beurteilt, da Billys Vater mit einem grünen Wagen verunglückte, doch Billy wischt den Aberglaube zur Seite.
Im Rennen wird Billy von Vic Sullivan von der Strecke gedrängt, bleibt aber unverletzt. Kurze Zeit später verletzt sich Happy Lee an der Hand. Jones lässt Billy als Ersatz teilnehmen, der das Rennen gewinnt. Mit dem wieder genesenen Happy bildet Billy von nun an das neue Rennteam. Der Sieg wird in einem Nachtclub gefeiert. Billy trinkt zu viel und wird auf dem Heimweg von der Polizei gestoppt und festgenommen. Red zahlt die Kaution und rät Billy, an dem heutigen Rennen nicht teilzunehmen. Billy ignoriert ihn und geht an den Start. Während des Rennens lockert sich ein Rad an Happys Wagen. Billy, der direkt hinter Happy fährt, bemerkt es, kann aber Happy nicht mehr warnen. Das Rad löst sich schließlich, Happy gerät ins Schleudern. Billy kann nicht mehr ausweichen und rammt Happys Auto, das in Flammen aufgeht. Happy ist in den Flammen gefangen, Billy schafft es nicht, ihn zu retten. Die anderen Fahrer meiden Billy, der zudem von Jones gefeuert wird. Billy will Kalifornien verlassen und verspricht Louise, sie am Memorial Day am Indianapolis Motor Speedway zu treffen. Billy zieht in den Osten und arbeitet an seiner Karriere, während Red Mary heiratet.
Mary, Red und Louise besuchen das Rennen der Indianapolis 500, an dem Billy teilnimmt. In der letzten Runde fängt Billys Motor Feuer, doch Billy schafft es bis ins Ziel und wird Dritter. Gerade als er ausgestiegen ist, explodiert der Tank. Billy und Louise umarmen sich. Der Sieger des Rennens übergibt Billy seinen Pokal, um seinen Mut und sein Fahrtalent zu würdigen.

## Produktion

### Hintergrund
Gedreht wurde der Film von Mitte Juni bis zum 27. Juli 1949 in Culver City, Gardena sowie in den Motion Picture Center Studios in Hollywood.
Im Vorspann wurde für die Unterstützung der American Automobile Association, der Rennfahrervereinigung der USA, den Betreibern des Indianapolis Motor Speedway sowie dem Rennfahrer Wilbur Shaw gedankt. Shaw war Präsident der Indianapolis Racing Association und arbeitete für den Film als technischer Berater.

### Stab
Rudi Feld war für das Szenenbild zuständig. Verantwortliche Toningenieure waren Mac Dalgleish und Ben Winkler.

### Besetzung
In kleinen nicht im Abspann erwähnten Nebenrollen traten Franklyn Farnum und Harold Miller auf.
Für Hattie McDaniel war es der letzte Filmauftritt.

## Synchronisation
Die deutsche Synchronfassung entstand im Auftrag der Berliner Synchron GmbH Wenzel Lüdecke unter der Dialogregie von Peter Brauer nach einem Dialogbuch von Fritz A. Koeniger.
| Rolle           | Schauspieler    | Deutscher Synchronsprecher |
| --------------- | --------------- | -------------------------- |
| Billy Coy       | Mickey Rooney   | Lutz Moik                  |
| Red Stanley     | Thomas Mitchell | Erich Dunskus              |
| Vic Sullivan    | Michael O’Shea  | Harald Sawade              |
| Lou Riley       | Mary Hatcher    | Margot Leonard             |
| Mary Coy        | Spring Byington | Margarete Schön            |
| Happy Lee       | Steve Brodie    | Franz-Otto Krüger          |
| Dolores Raymond | Lina Romay      | Lilli Schoenborn           |
| George          | Allen Jenkins   | Kurt Fischer-Fehling       |
| Reno Riley      | Richard Lane    | Alfred Balthoff            |

## Veröffentlichung
Die Premiere des Films fand am 4. November 1949 statt. In der Bundesrepublik Deutschland kam er am 29. Dezember 1950 in die Kinos.

## Kritiken
Der Filmkritiken-Aggregator Rotten Tomatoes hat in einer Auswertung ein Publikumsergebnis von 22 Prozent positiver Bewertungen ermittelt.
Das Lexikon des internationalen Films schrieb: „Ein psychologisch geschickt inszeniertes Wechselspiel zwischen Erfolg und Mißerfolg eines draufgängerischen Nachwuchsfahrers.(…) Ein ganz auf den Hauptdarsteller zugeschnittener Spannungsfilm, gezeichnet zwischen flegelhafter Einbildung und entwaffnender Kindlichkeit; angereichert mit rasanten Rennreportagen, bisweilen freundlich aufgelockert.“
Der Kritiker des TV Guide sah einen Film mit viel Action.